# Waregem
Waregem es un municipio belga de la provincia de Flandes Occidental situado en el valle del río Lys, entre Cortrique y Gante. El 1 de enero de 2018 contaba con una población de 38 125 habitantes.

## Historia
Los primeros habitantes se instalaron en el área boscosa junto al río Lys ya antes de la época de la Antigua Roma. Situado en la intersección de dos importantes caminos romanos, Cassel-Tongeren y Bavai-Oudenburg, se han hallado monedas de bronces y utensilios que sugieren una intensa actividad en la zona durante los primeros siglos d. C. El nombre de la ciudad parece derivar del término "Waro", relativo a algún clan o tribu, presumiblemente en la época de los francos.

## Geografía

### Secciones del municipio
El municipio comprende los antiguos municipios, que se fusionaron en 1977:
| - Waregem - Beveren-Leie - Sint-Eloois-Vijve - Desselgem |

## Demografía

### Evolución
Todos los datos históricos relativos al actual municipio, el siguiente gráfico refleja su evolución demográfica, incluyendo municipios después de efectuada la fusión el 1 de enero de 1977.
| Gráfica de evolución demográfica de Waregem entre 1846 y 2020 |
|                                                               |

## Deportes
Waregem es conocida por su hipódromo, cuya carrera de caballos principal tiene lugar el martes posterior al último domingo de agosto.
El equipo de fútbol SV Zulte Waregem compite en la Primera División de Bélgica. Con anterioridad existió también el KSV Waregem, fusionado en 2001 con el SV Zulte.
El equipo ciclista Omega Pharma-Lotto, de categoría UCI ProTour y el más longevo del pelotón actual, tiene su sede en la ciudad. El Topsport Vlaanderen-Mercator, de categoría Continental Profesional, está también radicado en esta ciudad.

## Ciudades hermanadas
Waregem está hermanada con las siguientes ciudades:
- Golegã (Portugal)
- Jerez de la Frontera (España)
- Ngarama (Ruanda)
- Pardubice (República Checa)
- Szekszard (Hungría)
- San Juan de Miraflores (Perú)